# Мис Лазарєва
44.609104°0′0″ пн. ш. 33.535153°0′0″ сх. д. / 44.60910° пн. ш. 33.53515° сх. д.
Мис Лазарева (крим. Lazareza Burun) — мис на південному березі Севастопольської бухти Чорного моря. Розділяє Корабельну і Південну бухти.

## Географія
Мис знаходиться на Корабельній стороні Севастополя. На мисі розташовані Севастопольський морський завод і філія Московського державного університету імені М. В. Ломоносова в Севастополі (розташована у будівлях казарм 19 сторіччя.

## Походження назви
Мис названий на честь російського флотоводця і мореплавця, адмірала, командувача Чорноморським флотом (1834—1851) і першовідкривача Антарктиди Лазарєва Михайло Петровича. 1867 на мису споруджений пам'ятник на його честь. Пам'ятник демонтований 1928 року.